# Tuatha de Danann

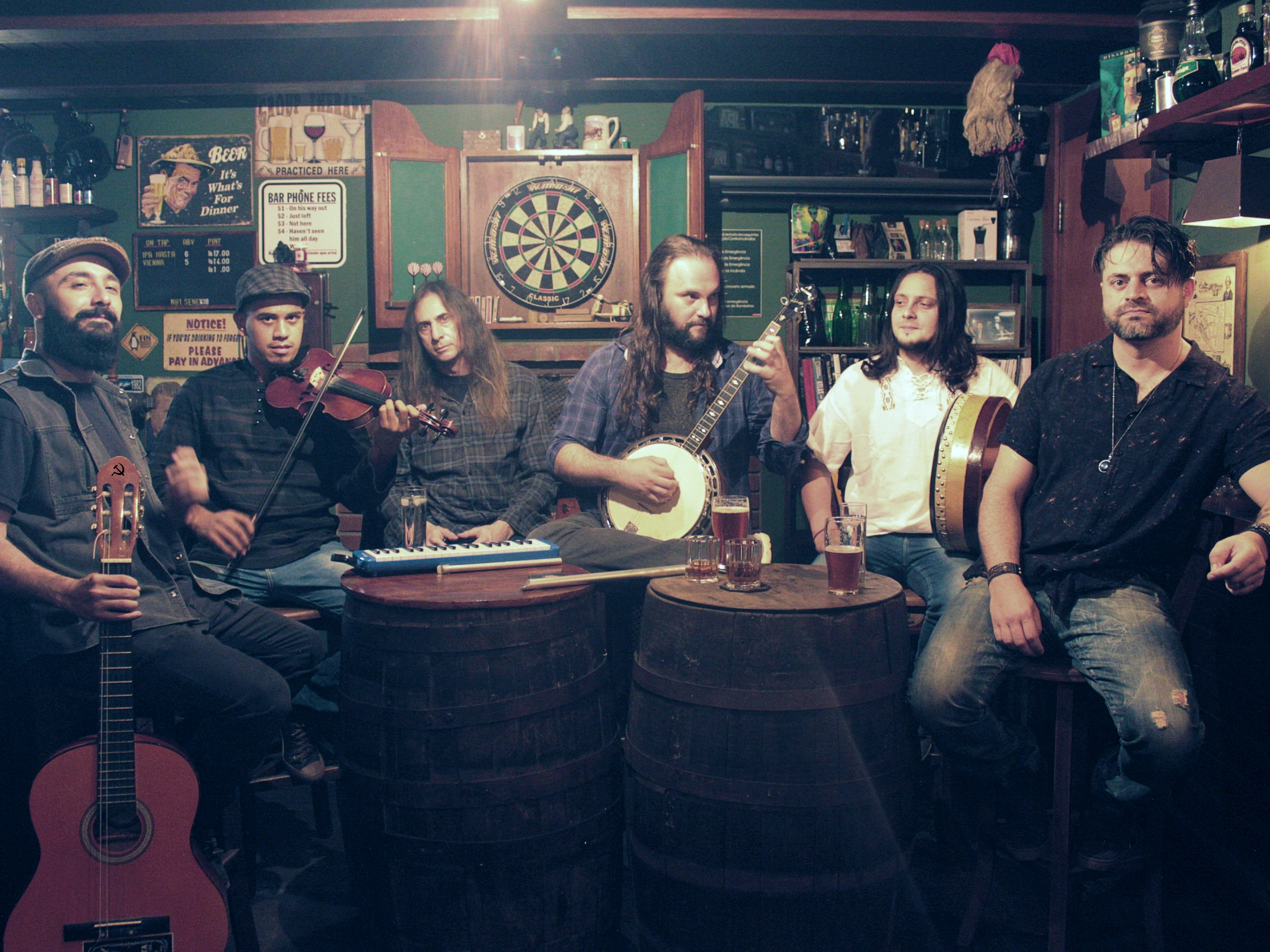
Foto alternativa do álbum In Nomine Éireann

Tuatha de Danann é uma banda de folk metal brasileira, fundada em 1994 em Varginha, Minas Gerais, conhecida pelos ritmos e letras inspiradas na mitologia céltica.
A banda foi batizada com o nome da mítica raça irlandesa Tuatha Dé Danann e é a pioneira em fundir elementos da música e cultura celta e irlandesa ao rock no Brasil. 

## História
Entre julho e agosto de 2005, o Tuatha de Danann realizou sua primeira turnê fora do Brasil, se apresentando na França e Alemanha. Na França, a banda se apresentou em Brioc, Languidic, Brest, Hennebont, Tours, Grenoble e Rheims, enquanto na Alemanha se apresentou no festival Wacken Open Air (onde foi considerada a melhor banda estrangeira a participar da competição "Metal Battle", dentro do próprio evento, superando grupos da França, Itália, Finlândia, Bélgica e Noruega).
Em junho de 2017, o guitarrista mineiro Rodrigo Berne deixa o grupo.
Em 2018, o Tuatha de Danann disponibilizou na internet uma música de nome "Your Wall Shall Fall", trazendo a participação do vocalista Martin Walkyier, ex-integrante da banda Skyclad, do Reino Unido.
Em novembro de 2018, realizam uma mini-turnê no Sudeste com as bandas Angra e Massacration, passando por Rio de Janeiro, Juiz de Fora e Belo Horizonte.
No mesmo mês, lançam o single "The Tribes of Witching Souls". Em dezembro, sai o single "Your Wall Shall Fall".
Em março de 2019, é lançado o EP The Tribes of Witching Souls. Em setembro do mesmo ano, é lançado o videoclipe de "Turn", faixa deste álbum.
Em 2019, o Tuatha de Danann excursionou junto com a banda suíça Eluveitie, se apresentando em várias cidades brasileiras, entre elas Belo Horizonte, Brasília e São Paulo.
Em 2020, com o avanço da Pandemia do coronavírus, o Tuatha lançou, através de uma campanha de financiamento coletivo, o álbum In Nomine Éireann, trazendo versões de canções tradicionais irlandesas. No mês de julho, havia sido lançado o primeiro single do álbum, "The Molly Maguires". Em outubro do mesmo ano, foi lançado o videoclipe da música "Guns and Pikes".
Em dezembro de 2022, foi lançado o single "The Nameless", com ótima aceitação de público e crítica.
Em dezembro de 2023, foi lançado no dia primeiro, o oitavo álbum, The Nameless Cry, pela Heavy Metal Rock. Trata-se do trabalho mais denso, sóbrio e amargo da banda e sua abordagem lírica enfoca temas políticos e sociais, tendo as instâncias de luta, resistência, colonialismo e revolução como seus motes principais.
Em 13 de novembro de 2024, a banda anunciou em suas redes sociais a morte do tecladista Edgard Brito, aos 50 anos de idade.

## Membros
- Bruno Maia – vocal, flauta, guitarra, bandolim, banjo (1994–2010, 2013–atualmente)
- Giovani Gomes – baixo, vocal (1999–2010, 2013–atualmente)
- Raphael "Tchurtis" Wagner  – guitarra (2019–atualmente)
- Rafael Delfino – bateria (2019–atualmente)

### Ex-membros
- Edgard Brito – teclados (2004–2010, 2013–2024; falecido em 2024)
- Nathan Viana – violino (2018–2023)
- Alex Navar – gaita de fole irlandesa (2014–2018)
- Marcos Ulysses – vocal
- Rogério Vilela – baixo
- Rodrigo Berne – guitarra (1994–2010, 2013–2017[2])
- Felipe Batiston – teclado
- Leonardo Godtfriedt – teclados, violino
- Rafael Castro – teclados, piano
- Wilson Melkor – bateria
- Rodrigo Abreu – bateria (2000–2010, 2013–2017)

## Discografia

### Álbuns
- 1999  - Tuatha de Danann
- 2001 - Tingaralatingadun
- 2002 - The Delirium has Just Began
- 2004 - Trova di Danú
- 2015 - Dawn of a New Sun[31]
- 2019  - The Tribes of Witching Souls
- 2020 - In Nomine Éireann
- 2023 - The Nameless Cry

### EP's
- 2023 - Live Covid Sessions - A Tribute to Martin Walkyier and Skyclad

### Demos
- 1996 - The Last Pendragon
- 1998 - Faeryage [32]

### Singles
- 2020 - "The Molly Maguires"
- 2020 - "Guns and Pikes"
- 2022 - "The Nameless"
- 2023 - "United''

### Coletâneas
- 2022 - ...Of Trovas and Spells

### Vídeo
- 2009  - Acoustic Live